# Augasma
Augasma là một chi bướm đêm thuộc họ Coleophoridae